# イトーヨーカドー幕張店
イトーヨーカドー幕張店（イトーヨーカドーまくはりてん）は、千葉県千葉市花見川区幕張町にある総合スーパー。

## 概要
1998年10月9日、千葉県千葉市花見川区幕張町に開業した。本店舗は幕張新都心内にはないが、幕張新都心文教地区と、国道14号に面している。
セブン&アイ・ホールディングスの同業会社であるイオンの本社がある幕張地域は多数のイオングループの店舗が出店している企業城下町であるが、本店舗における食料品売場の売上は全国のイトーヨーカドー店舗の中でトップ5に入るなど、健闘している。
平面駐車場側入口に海陸風対策のために設置されている、二重の自動ドアが2016年、Twitter（現・X）上で話題となった。

## 沿革
- 1998年（平成10年）10月9日 - 開業[1][5]。
- 2011年（平成23年）10月14日 - アカチャンホンポがオープン。
- 2019年（令和元年）10月17日 - ポッポ（ポッポサーカス）がオープン[6][7]。
- 2022年（令和4年）7月6日 - 直営売場を1階に集約させ、2階にはロフトやダイソー、デコホームなどの専門店を入居させるリニューアルを行った[3][5][8]。
- 2025年（令和7年）5月11日 - ポッポ幕張店が閉店。

## テナント
- 主なテナントはイトーヨーカドー、ロフト、ダイソー、アカチャンホンポ、デコホーム、くまざわ書店。
- 店舗詳細については「専門店のご案内」を参照。

| 階  | フロア概要                 |
| --- | -------------------------- |
| 4階 | 立体駐車場                 |
| 3階 | 立体駐車場                 |
| 2階 | 専門店のフロア             |
| 1階 | 食品とライフスタイルストア |

## アクセス

### お買い物バス
当店と各地を結ぶ、「お買い物バス」が運行されていたが、2025年6月30日をもって廃止された。
花見川区役所ルート、ベイタウンルート、幕張本郷ルートの3ルートが運行されており、車両は2013年11月1日から、満面の笑みを表す故事成語「破顔一笑」のプロセスを表した言葉「ぷんぱに」をモチーフとしたラッピングバス「ぷんぱに☆バス」が使用されていた。
店舗休業日は、お買い物バスも運休となっていた。